# Pic de Serre Mourène
Pic de Serre Mourène – szczyt w Pirenejach. Leży na granicy między Francją (departament Pireneje Wysokie) a Hiszpanią (Huesca). Należy do Pirenejów Centralnych.